# Fernand Boukobza
Fernand Boukobza (Susa, Túnez, 30 de enero de 1926-Marsella, 4 de diciembre de 2012) es un arquitecto francés.

## Biografía
Graduado de la Escuela Nacional de Bellas Artes, taller de Castel / Hardy, en 1956, fue discípulo de Charles Lemaresquier, Emmanuel Pontremoli y Leconte.
Estudió en la Escuela Regional de Bellas Artes de Marsella mientras trabajaba en los talleres de André Devin y André-Jacques Dunoyer de Segonzac. La enseñanza de este último y las visitas a la unidad de vivienda de Le Corbusier durante la construcción dieron a luz un gusto por el concreto que compartirá una generación entera.
Sensible a la modernidad estadounidense y a los experimentos plásticos de Richard Neutra y Marcel Breuer, Fernand Boukobza tuvo la oportunidad de exprimir su talento en Marsella y en la región, gracias principalmente a la autoridad contratante privada.

## Logros
- Primer trabajo entre 1954 y 1955 en Marsella: casa unifamiliar de Roucas Blanc
- Casas gemelas en el Parc Talabot, 1964
- Fábrica de la Compagnie Fruitière (1964-1967)
- La Castellane (1966) con Pierre Jameux, Pierre Mathoulin Pierre y Meillassoux[1]
- Unidad de vivienda Le Brasila en 1967[2][1]
- Instituto de Cadenelle (1968-1969)
- Sede de la compañía IBM (1968) con J. Nogaro
- Sinagoga de la calle Sainte-Marguerite entre 1969 y 1973[3]
- Operación de viviendas HLM en Boulevard Sainte Marguerite en Marsella (1986-1988).

Entre 1970 y 1991, imparte la asignatura de proyectos en la escuela de arquitectura de Marseille-Luminy. Continuó su carrera en su agencia en el edificio Le Corbusier hasta principios de la década de 2000.